# Sven Söderström
Sven "Tomten" Söderström, född 25 juli 1912 i Sundsvall, död 11 november 1985, var en svensk fotbollsspelare.
Söderström representerade AIK i Allsvenskan 1934/1935–1937/1938, och spelade sammanlagt 53 allsvenska matcher (3 mål) för klubben.
Söderström är begravd på Norra begravningsplatsen.